# Kurt Viertel
Kurt Viertel (* 19. Oktober 1929; † 19. Juli 2020) war ein deutscher Fußballspieler. In der DDR-Oberliga, der höchsten Fußball-Liga im DDR-Fußball spielte er zwischen 1952 und 1960 für die BSG Wismut Aue bzw. den SC Wismut Karl-Marx-Stadt. Mit dem SC Wismut wurde er dreimal DDR-Meister und 1955 DDR-Pokalsieger.

## Sportliche Laufbahn
Mit dem letzten Punktspiel der Saison 1951/52 am 30. April 1952 begann Kurt Viertels Karriere in der DDR-Oberliga. In der Begegnung Wismut Aue – Motor Gera wurde er von Trainer Karl Dittes als linker Halbstürmer eingesetzt. Mit seinem Tor zum 2:0-Endstand rechtfertigte er seine Nominierung. Trotzdem musste er bis zum 18. Januar 1953 auf seinen nächsten Oberligaeinsatz warten. Nach zwei Einsätzen als Einwechselspieler wurde er am 19. Spieltag erstmalig von Beginn an eingesetzt und erzielte als Rechtsaußen zwei Tore. Danach war er im Angriff der Wismutmannschaft gesetzt und kam bis zum Saisonende noch in zwölfmal zum Einsatz. Die Saison 1952/53 musste mit einem Entscheidungsspiel um die Meisterschaft abgeschlossen werden, da Wismut Aue und Dynamo Dresden punktgleich an der Spitze standen. Viertel wurde als Linksaußen aufgeboten, unterlag mit seiner Mannschaft aber mit 2:3 nach Verlängerung. 
Auch in der Spielzeit 1953/54 kam Viertel erst wieder nach der Winterpause regelmäßig zum Einsatz, nachdem er in der Hinrunde nur dreimal in der Startelf eines Oberligaspiels gestanden hatte. Von den 28 ausgetragenen Punktspielen bestritt er schließlich noch 22 Partien und wurde mit seinen elf Treffern zweitbester Torschütze der BSG Wismut. Auch die Saison 1954/55 konnte er nicht voll durchspielen, da er im 22. Punktspiel so schwer verletzt wurde, dass er die letzten Saisonpunktspiele nicht mehr bestreiten konnte. Er war aber zum Pokalendspiel am 19. Juni 1955 wieder einsatzfähig, spielte Mittelstürmer und besorgte das zwischenzeitliche 2:1-Führungstor beim 3:2-Sieg über den SC Empor Rostock. Zu dieser Zeit spielte seine Mannschaft bereits unter dem Namen SC Wismut Karl-Marx-Stadt, trat aber nach wie vor in Aue an. 
Die nächste Oberligasaison begann erst im März 1956. Zuvor war eine Übergangsrunde mit 13 Spielen ausgetragen worden, um künftig die Fußballsaison dem Kalenderjahr angleichen zu können. Viertel wurde in allen 13 Begegnungen eingesetzt. Der SC Wismut beendete die Spielzeit 1956 als Meister. Viertel bestritt 25 der 26 Punktspiele als Außenstürmer rechts wie links und wurde mit seinen 13 Toren erneut zweitbester Schütze seiner Mannschaft. Diese konnte 1957 ihren Meistertitel verteidigen, wobei Viertel wieder eine entscheidende Rolle spielte. Er absolvierte 23 Punktspiele, und es reichten zwölf Treffer, um diesmal erfolgreichster Torschütze des SC Wismut zu werden. Im Herbst 1957 bestritt der SC fünf Spiele im Europapokal der Landesmeister, nach der Vorrunde scheiterte er in der 1. Hauptrunde am niederländischen Meister Ajax Amsterdam. Viertel wurde in allen fünf Begegnungen eingesetzt, war aber an den sechs Toren der Wismut-Mannschaft nicht beteiligt. In der Europapokalsaison 1958/59 schaffte es der SC Wismut bis in das Viertelfinale, wo er schließlich dem Schweizer Meister BSC Young Boys unterlag. Viertel, der in der Oberligasaison 1958 nur elfmal in Meisterschaftsspielen eingesetzt werden konnte, bestritt nur die beiden ersten Europapokalspiele gegen den rumänischen Vertreter Petrolul Ploiești, wobei er beim 4:2-Sieg in der ersten Partie zwei Tore beisteuerte. 
Was sich bereits 1958 abgezeichnet hatte, bestätigte sich in der Oberligasaison 1959, Viertel hatte seinen Leistungshorizont überschritten. Am dritten Meisterschaftstitel des SC Wismut war Viertel nur noch mit zwei Einsätzen am 16. und 17. Spieltag beteiligt, erstmals in seiner Oberligalaufbahn blieb er in einer Spielzeit ohne Torerfolg. Seine letzte Saison in der höchsten DDR-Fußballklasse bestritt er 1960. Er kam noch in sieben Punktspielen zum Einsatz, in denen er seine letzten beiden Meisterschaftstore erzielte. Am 7. August 1960 bestritt er in der Begegnung SC Wismut – SC Chemie Halle (0:2) sein letztes Oberligaspiel. Es war das 144. Oberligaspiel innerhalb von zehn Spielzeiten, in denen er 57-mal zum Torerfolg kam. 